# Brit Award para Melhor Artista Revelação
O Brit Award para Melhor Artista Revelação (no original em inglês: Brit Award for Best New Artist) (anteriormente Brit Award para Melhor Revelação Britânica, no original em inglês: Brit Award for British Breakthrough Act) é um prêmio concedido pela British Phonographic Industry (BPI), uma organização que representa gravadoras e artistas no Reino Unido. O prêmio é apresentado no Brit Awards, uma celebração anual da música britânica e internacional. Os vencedores e indicados são determinados pela academia de votação do Brit Awards com mais de mil membros, que incluem gravadoras, editoras, gerentes, agentes, mídia e vencedores e indicados anteriores.
O prêmio foi apresentado pela primeira vez em 1977 como dois prêmios como "British Male Newcomer" and "British Female Newcomer", que foram ganhos por Graham Parker e Julie Covington, respectivamente. Quando o Brit Awards foi realizado pela segunda vez em 1982, os prêmios "British Male Newcomer" and "British Female Newcomer" tornaram-se conjuntos como um prêmio para atos masculinos e femininos, além de apresentar grupos de artistas a serem premiados. O primeiro prêmio conjunto "British Newcomer" foi ganho pela The Human League. Em 2003, o prêmio foi renomeado para "Melhor Revelação Britânica".
Este prêmio tem várias mudanças de nome ao longo dos anos:
- Brit Award para Revelação Feminina Britânica, Brit Award para Revelação Masculina Britânica (1977)
- Brit Award para Revelação Britânica (1982–2002)
- Brit Award para Melhor Revelação Britânica (2003–2019)
- Brit Award para Melhor Artista Revelação (2020–presente)

## Vencedores e indicados

### Década de 1970
| Ano  | Vencedor(a)     | Indicados      | Ref.  |
| ---- | --------------- | -------------- | ----- |
| 1977 | Graham Parker   | - Heatwave     | [ 5 ] |
| 1977 | Julie Covington | - Bonnie Tyler | [ 5 ] |

### Década de 1980
| Ano  | Vencedor(a)               | Indicados | Ref.   |
| ---- | ------------------------- | --- | ------ |
| 1982 | The Human League          | - Depeche Mode - Linx - Soft Cell - Toyah Willcox                                                                         | [ 6 ]  |
| 1983 | Yazoo                     | - ABC - Culture Club - Musical Youth                                                                                      | [ 8 ]  |
| 1984 | Paul Young                | - Big Country - Howard Jones - Tracey Ullman - Wham!                                                                      | [ 9 ]  |
| 1985 | Frankie Goes to Hollywood | - Bronski Beat - Nik Kershaw                                                                                              | [ 10 ] |
| 1986 | Go West                   | — | [ 11 ] |
| 1987 | The Housemartins          | — | [ 12 ] |
| 1988 | Wet Wet Wet               | Indicados | [ 13 ] |
| 1988 | Wet Wet Wet               | - Rick Astley - The Christians - Johnny Hates Jazz - T'Pau                                                                | [ 13 ] |
| 1988 | Wet Wet Wet               | Eliminados | [ 13 ] |
| 1988 | Wet Wet Wet               | - Black - Curiosity Killed the Cat - Living in a Box - Mel and Kim - Pepsi & Shirlie - The Proclaimers - Swing Out Sister | [ 13 ] |
| 1989 | Bros                      | — | [ 14 ] |

### Década de 1990
| Ano  | Vencedor(a)         | Indicados | Ref.   |
| ---- | ------------------- | --- | ------ |
| 1990 | Lisa Stansfield     | - The Beautiful South - Shakespears Sister - Soul II Soul - The Stone Roses                                                                     | [ 15 ] |
| 1991 | Betty Boo           | - Beats International - The Charlatans - Happy Mondays - The La's                                                                               | [ 16 ] |
| 1992 | Beverley Craven     | - Cathy Dennis - EMF - Kenny Thomas - Seal | [ 17 ] |
| 1993 | Tasmin Archer       | - Dina Carroll - KWS - Take That - Undercover                                                                                                   | [ 18 ] |
| 1994 | Gabrielle           | - Apache Indian - Jamiroquai - Shara Nelson - Suede                                                                                             | [ 19 ] |
| 1995 | Oasis               | - Echobelly - Eternal - PJ & Duncan - Portishead                                                                                                | [ 20 ] |
| 1996 | Supergrass          | - Black Grape - Cast - Elastica - Tricky | [ 21 ] |
| 1997 | Kula Shaker         | - Alisha's Attic - Ash - Babybird - The Bluetones - Lighthouse Family - Longpigs - Mansun - Mark Morrison - Skunk Anansie - Space - Spice Girls | [ 22 ] |
| 1998 | Stereophonics       | - All Saints - Beth Orton - Conner Reeves - Embrace - Finley Quaye - Olive - Roni Size & Reprazent - Shola Ama - Talkin Loud - Travis           | [ 23 ] |
| 1999 | Belle and Sebastian | - Another Level - Billie Piper - Cleopatra - Cornershop - Five - Gomez - Hinda Hicks - Propellerheads - Steps                                   | [ 24 ] |

### Década de 2000
| Ano  | Vencedor(a)    | Indicados | Ref.   |
| ---- | -------------- | --- | ------ |
| 2000 | S Club 7       | - Groove Armada - Honeyz - Phats & Small - The Wiseguys                                                        | [ 25 ] |
| 2001 | A1             | - Artful Dodger - Coldplay - Craig David - Toploader                                                           | [ 26 ] |
| 2002 | Blue           | - Atomic Kitten - Elbow - Gorillaz - Mis-Teeq - So Solid Crew - Starsailor - Tom McRae - Turin Brakes - Zero 7 | [ 27 ] |
| 2003 | Will Young     | - The Coral - Liberty X - Ms. Dynamite - The Streets                                                           | [ 28 ] |
| 2004 | Busted         | - The Darkness - Dizzee Rascal - Jamie Cullum - Lemar                                                          | [ 29 ] |
| 2005 | Keane          | - Franz Ferdinand - Joss Stone - Natasha Bedingfield - The Zutons                                              | [ 30 ] |
| 2006 | Arctic Monkeys | - James Blunt - Kaiser Chiefs - KT Tunstall - The Magic Numbers                                                | [ 31 ] |
| 2007 | The Fratellis  | - Corinne Bailey Rae - James Morrison - The Kooks - Lily Allen                                                 | [ 32 ] |
| 2008 | Mika           | - Bat for Lashes - Kate Nash - Klaxons - Leona Lewis                                                           | [ 33 ] |
| 2009 | Duffy          | - Adele - The Last Shadow Puppets - Scouting for Girls - The Ting Tings                                        | [ 34 ] |

### Década de 2010
| Ano  | Vencedor(a)               | Indicados                                                          | Ref.   |
| ---- | ------------------------- | ------------------------------------------------------------------ | ------ |
| 2010 | JLS                       | - Florence and the Machine - Friendly Fires - La Roux - Pixie Lott | [ 35 ] |
| 2011 | Tinie Tempah              | - Ellie Goulding - Mumford & Sons - Rumer - The xx                 | [ 36 ] |
| 2012 | Ed Sheeran                | - Anna Calvi - Emeli Sandé - Jessie J - The Vaccines               | [ 37 ] |
| 2013 | Ben Howard                | - Alt-J - Jake Bugg - Jessie Ware - Rita Ora                       | [ 38 ] |
| 2014 | Bastille                  | - Disclosure - Laura Mvula - London Grammar - Tom Odell            | [ 39 ] |
| 2015 | Sam Smith                 | - Chvrches - FKA Twigs - George Ezra - Royal Blood                 | [ 40 ] |
| 2016 | Catfish and the Bottlemen | - James Bay - Jess Glynne - Wolf Alice - Years & Years             | [ 41 ] |
| 2017 | Rag'n'Bone Man            | - Anne-Marie - Blossoms - Skepta - Stormzy                         | [ 42 ] |
| 2018 | Dua Lipa                  | - Dave - J Hus - Loyle Carner - Sampha                             | [ 43 ] |
| 2019 | Tom Walker                | - Ella Mai - Idles - Jorja Smith - Mabel                           | [ 44 ] |

### Década de 2020
| Ano  | Vencedor(a)           | Indicados                                                             | Ref.   |
| ---- | --------------------- | --------------------------------------------------------------------- | ------ |
| 2020 | Lewis Capaldi         | - Aitch - Dave - Mabel - Sam Fender                                   | [ 45 ] |
| 2021 | Arlo Parks            | - Bicep - Celeste - Joel Corry - Young T & Bugsey                     | [ 46 ] |
| 2022 | Little Simz           | - Central Cee - Griff - Joy Crookes - Self Esteem                     | [ 47 ] |
| 2023 | Wet Leg               | - Kojey Radical - Mimi Webb - Rina Sawayama - Sam Ryder               | [ 48 ] |
| 2024 | Raye                  | - Mahalia - Olivia Dean - PinkPantheress - Yussef Dayes               | [ 49 ] |
| 2024 | The Last Dinner Party | - English Teacher - Ezra Collective - Myles Smith - Rachel Chinouriri | [ 50 ] |